# Soyuz 35
Soyuz 35 fue una misión de una nave Soyuz 7K-T lanzada el 9 de abril de 1980 desde el cosmódromo de Baikonur con dos cosmonautas a bordo hacia la estación espacial Salyut 6.
La misión de Soyuz 35 consistió en acoplarse a la estación Salyut 6 para realizar diversos experimentos científicos y técnicos.
La Soyuz 35 regresó a tierra el 3 de junio de 1980 con la tripulación de la misión Soyuz 36 a bordo. La tripulación original de la Soyuz 35 regresó en la Soyuz 37.

## Tripulación

### Despegaron
- Leonid Popov (Comandante)
- Valeri Ryumin (Ingeniero de vuelo)

### Aterrizaron
- Valeri Kubasov (Comandante)
- Bertalan Farkas (Ingeniero de vuelo)

## Tripulación de respaldo
- Vyacheslav Zudov (Comandante)
- Boris Andreyev (Ingeniero de vuelo)